# Спасовка (Грузия)
Спасовка (груз. სპასოვკა) — село в общине Гореловка Ниноцминдского муниципалитета края Самцхе-Джавахети Грузии

## География
Расположен на левом берегу реки Бугдашен (левый приток реки Паравани), на высоте 2040 м над уровнем моря. Село находится в 10 километрах от города Ниноцминда.

## История
Село основано в 1842 году представителями русской христианской секты духоборов. Духоборы были выходцами из села Спасское Таврической губернии, по названию малой родины новое село также получило название Спасское. В советские годы в селе располагался передовой колхоз, который специализировался на выпуске сыра.
В 90-е годы в селе поселились экоэмигранты из села Мекеидзе.

## Население
По данным на 2002 год население села составляло 381 человек (186 мужчин и 195 женщины), из которых 63 % населения села составляли грузины и 25 % армяне.
По данным переписи 2014 года в селе проживало 269 человек, из которых армяне составляли 25 % населения, грузины — 73 % и русские — 12 %.

## Инфраструктура
В селе две общеобразовательные школы: грузинская и армянская. Основной экономической отраслью села является животноводство.

## Примечание
1. ↑  მოსახლეობის საყოველთაო აღწერა 2014. საქართველოს სტატისტიკის ეროვნული სამსახური (ნოემბერი 2014). Дата обращения: 26 ივლისი 2016. Архивировано 11 ноября 2020 года.
2. ↑  საქართველოს ადმინისტრაციულ-ტერიტორიული ერთეულები. Дата обращения: 27 мая 2012. Архивировано 19 сентября 2013 года.
3. ↑  ა. ზამბახიძე, «სპასოვკაში» //გაზეთი «საქართველოს რესპუბლიკა» გვ. 3 — 26 თებერვალი, 2004
4. ↑  The Doukhobor Gazetteer - Search Details. www.doukhobor.org. Дата обращения: 27 июля 2022. Архивировано 27 июля 2022 года.
5. ↑  ი. სიხარულიძე, «სოფელი სამი სახელმწიფოს საზღვარზე» //გაზეთი «ალიონი» N 14 გვ. 4 — 2007
6. ↑  სპასოვკის № 1 საჯარო სკოლა. catalog.edu.ge. Дата обращения: 27 июля 2022. Архивировано 13 апреля 2021 года.
7. ↑  სპასოვკის №2 საჯარო სკოლა. Дата обращения: 16 сентября 2014. Архивировано 5 марта 2016 года.